# 외륜선

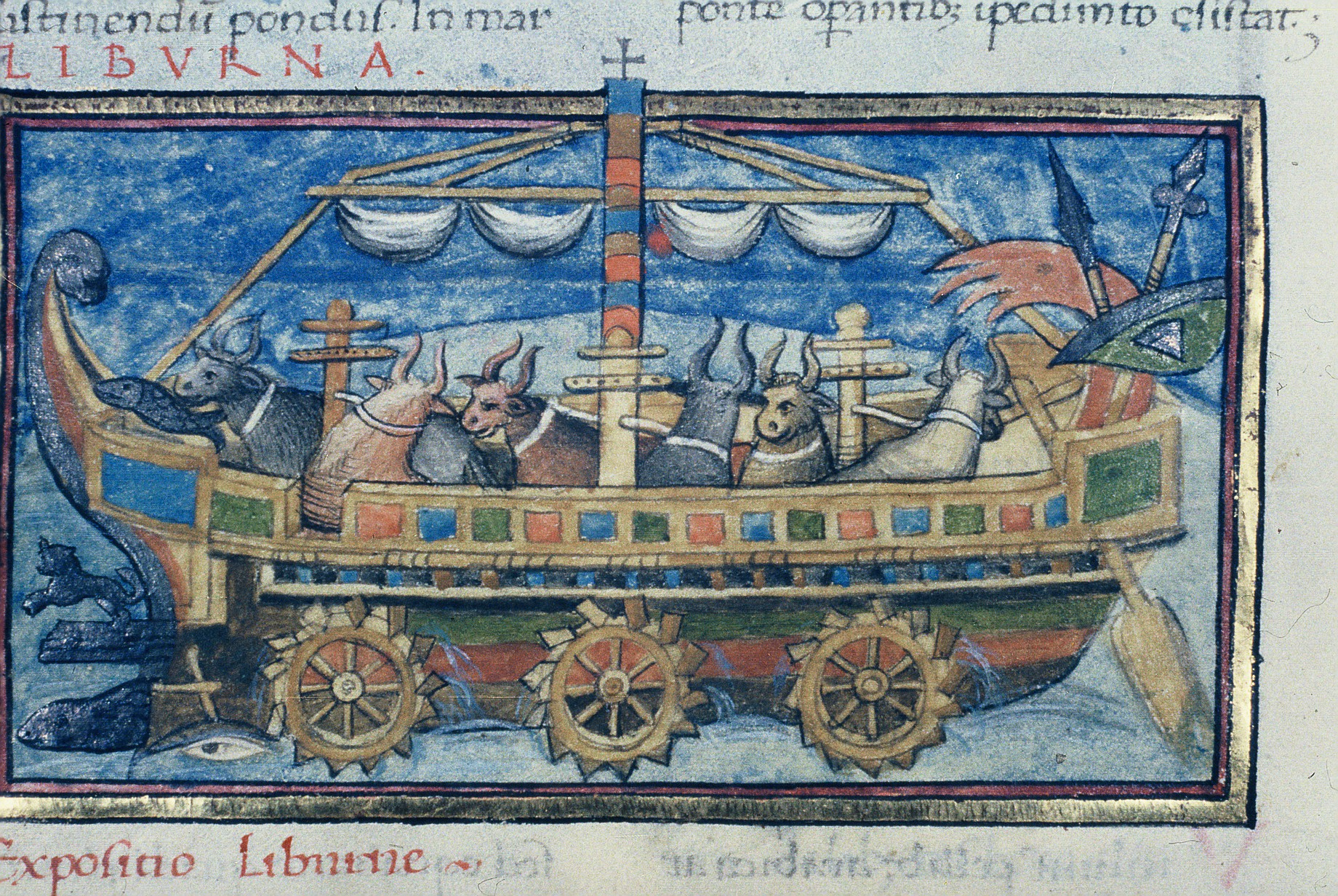
고대 로마의 우마력 외륜선.

외륜선(外輪船, paddle wheeler)은 선체 외부에 노의 역할을 하는 커다란 바퀴(외륜)를 달아서, 그 바퀴가 돌면서 물을 밀어내는 힘을 추진력으로 삼는 선박이다.
증기선에 외륜을 단 증기외륜선(蒸氣外輪船, paddle steamer)이 유명하지만, 외륜을 돌리는 동력은 무엇이건 상관없다. 외륜선 자체는 기원후 4세기 고대 로마에서 처음 발명되었다.